# 쓰루카와촌
쓰루카와촌(鶴川村)은 도쿄도 미나미타마군에 설치되었던 촌이다.